# Square du Vert-Galant
Square du Vert-Galant je square v Paříži v 1. obvodu na západním cípu ostrova Cité a od zbytku ostrova jej odděluje Pont Neuf. Náměstí leží sedm metrů pod úrovní ostrova Cité a kdysi bylo samostatným ostrovem.

## Historie
Prostor vznikl při stavbě Pont Neuf spojením menších ostrovů Île aux Juifs (kde byl upálen poslední velmistr templářů) a Îlot de la Gourdaine. Náměstí bylo pojmenováno po Jindřichovi IV., kterému se přezdívalo Vert galant (záletník), protože i přes svůj pokročilý věk měl mnoho milenek. Dominantou náměstí je právě jezdecká socha Jindřicha IV. Je zde rovněž pamětní deska, která připomíná, že zde byli 18. března 1314 upáleni na hranici Jacques de Molay a Geoffroy de Charnay. Na náměstí se nachází rovněž Wallaceova fontána. Před vznikem náměstí zde byly kolem roku 1765 zřízeny lázně. V roce 2007 náměstí získalo označení ekologická zelená plocha (espace vert écologique).